# Championnats d'Amérique du Sud juniors d'athlétisme 1994
Navigation
Championnats d'Amérique du Sud juniors 1993 Championnats d'Amérique du Sud juniors 1995
La 26e édition des Championnats d'Amérique du Sud juniors d'athlétisme s'est déroulée à Santa Fe en Argentine des 1er au 4 septembre 1994.

## Hommes
| Event                 | Or                          | Or            | Argent                     | Argent        | Bronze                       | Bronze        |
| --------------------- | --------------------------- | ------------- | -------------------------- | ------------- | ---------------------------- | ------------- |
| 100 mètres            | Emerson Perín Brésil        | 10 s 89       | Jimmy Pino Colombie        | 11 s 04       | Javier Rodríguez Argentine   | 11 s 18       |
| 200 mètres            | Inácio Leão Filho Brésil    | 21 s 69       | Daniel Sarmiento Uruguay   | 21 s 87       | Víctor Hugo Goulart Brésil   | 22 s 23       |
| 400 mètres            | Víctor Hugo Goulart Brésil  | 48 s 18       | Mario Reis Brésil          | 48 s 67       | Jonathan Gómez Colombie      | 49 s 25       |
| 800 mètres            | Alcides Pinto Colombie      | 1 min 51 s 73 | Antônio Horbach Brésil     | 1 min 51 s 74 | Márcio da Silva Brésil       | 1 min 52 s 61 |
| 1 500 mètres          | Antônio Horbach Brésil      | 3 min 53 s 3  | Emigdio Delgado Venezuela  | 3 min 53 s 8  | Márcio da Silva Brésil       | 3 min 54 s 2  |
| 5 000 mètres          | André Espírito Santo Brésil | 14 min 39 s 6 | Gustavo de Paula Brésil    | 14 min 43 s 0 | Iván Noms Argentine          | 14 min 46 s 2 |
| 10 000 mètres         | Clodoaldo dos Santos Brésil | 31 min 59 s 9 | Marcelo Silva Brésil       | 32 min 00 s 3 | Iván Noms Argentine          | 32 min 03 s 9 |
| 3 000 mètres steeple  | Gustavo de Paula Brésil     | 9 min 03 s 81 | Robinson Alves Brésil      | 9 min 20 s 84 | Julián Peralta Argentine     | 9 min 23 s 15 |
| 110 mètres haies      | Emerson Perín Brésil        | 14 s 26       | Carlos Vega Chili          | 15 s 14       | José David Riesco Pérou      | 15 s 24       |
| 400 mètres haies      | Carlos Zbinden Chili        | 53 s 50       | Alexander Mena Colombie    | 53 s 63       | Felipe Figueirêdo Brésil     | 54 s 93       |
| Saut en hauteur       | Paulo Ruimar Brésil         | 2,04 m        | Fabrício Romero Brésil     | 2,01 m        | Erasmo Jara Argentine        | 1,98 m        |
| Saut à la perche      | Leonidas Aguiar Brésil      | 4,20 m        | Marcos Senisky Brésil      | 4,10 m        | Cristián Larraín Chili       | 4,00 m        |
| Saut en longueur      | Jeremy Racey Chili          | 7,10 m        | Leonardo Geremias Brésil   | 7,02 m        | Leandro Simes Argentine      | 6,86 m        |
| Triple saut           | Sérgio dos Santos Brésil    | 15,50 m w     | Márcio Cardoso Brésil      | 15,14 m       | Juan Carlos Chávez Argentine | 14,83 m w     |
| Lancer du poids       | Mauro Ordiales Argentine    | 15,28 m       | Francisco Pinter Argentine | 14,05 m       | Marco Antonio Verni Chili    | 13,82 m       |
| Lancer du disque      | Julio Piñero Argentine      | 56,26 m       | Mauro Ordiales Argentine   | 48,30 m       | Carlos Soarez Brésil         | 43,46 m       |
| Lancer du marteau     | Juan Cerra Argentine        | 66,62 m       | Aldo Bello Venezuela       | 55,62 m       | Mauro Ordiales Argentine     | 54,24 m       |
| Lancer du javelot     | Marcos Vieira Brésil        | 60,90 m       | Diego Moraga Chili         | 58,40 m       | Julio Piñero Argentine       | 57,30 m       |
| Décathlon             | Márcio de Souza Brésil      | 6 530 pts     | Jeremy Racey Chili         | 6 444 pts     | Alejandro Acosta Argentine   | 6 316 pts     |
| 10 km marche          | Milton Uyaguari Équateur    | 43 min 28 s 4 | Omar Aguirre Équateur      | 43 min 28 s 4 | Nixon Zambrano Colombie      | 43 min 35 s 1 |
| Relais 4 × 100 mètres | Brésil                      | 41 s 44       | Uruguay                    | 42 s 41       | Chili                        | 42 s 54       |
| Relais 4 × 400 mètres | Brésil                      | 3 min 14 s 82 | Argentine                  | 3 min 17 s 93 | Chili                        | 3 min 18 s 00 |